# Otuziki
Otuziki är en ort i Azerbajdzjan.   Den ligger i distriktet İmişli Rayonu, i den centrala delen av landet, 160 km väster om huvudstaden Baku. Antalet invånare är 1 399.
Terrängen runt Otuziki är mycket platt. Närmaste större samhälle är Imishli, 3,7 km nordväst om Otuziki. 
Trakten runt Otuziki består till största delen av jordbruksmark. Runt Otuziki är det ganska tätbefolkat, med 58 invånare per kvadratkilometer.